# Perdita ordinata
Perdita ordinata är en biart som beskrevs av Timberlake 1962. Perdita ordinata ingår i släktet Perdita och familjen grävbin. Inga underarter finns listade i Catalogue of Life.